# Макзир
Макзи́р (рос. Макзыр) — селище у складі Верхньокетського району Томської області, Росія. Входить до складу Макзирського сільського поселення.

## Населення
Населення — 134 особи (2010; 205 у 2002).
Національний склад (станом на 2002 рік):
- росіяни — 85 %